# 刺客信条III
《刺客信条III》是育碧公司的蒙特利尔工作室開發的一款第三人稱歷史奇幻類遊戲。本作是《刺客教條》主系列的第五部作品兼第三部正統續作。 遊戲的PlayStation 3和Xbox 360版本於2012年10月30日在北美發售，而Wii U和PC版本則在同年11月發售。共有上下部章节：上部－海爾森·肯威；下部－康纳（拉頓哈給頓）。
这款游戏收到了评论家的积极评价，他们称赞它的游戏性、 叙事性、人物、视觉效果和宏伟、雄心勃勃的规模，而批评则是针对结局、不均衡发展的游戏机制和游戏内的小毛病。游戏在商业上取得了巨大的成功，在全球范围内的销量超过1200万份。及後在2013年10月發佈了《刺客教條IV：黑旗》並延續刺客的故事，該集的主角是《刺客教條III》主角拉通哈給頓的祖父——愛德華‧肯威，他是一名在海盗黄金时代活躍於加勒比海地區的海盜。

## 系统
界面大致沿用前作（詳看本系列以往各作品）。戰鬥系統被重新處理，可使用武器、刺殺方式與戰鬥動作也有所增加；攀爬不限於建築物並將之擴至樹木與懸崖；城市可用性比前作更高（如信仰之跳不再限於不能移動的稻草及花叢而擴展至可以跳入由馬車帶動的稻草中、主角可逃進樓房迅速擺脫追兵）；承接前作的商店投資及城鎮重建系統，本作改為招攬被英軍傷害的人民到「達文波特莊園」（Davenport Homestead）重新開始生活從而建立社區，並能從居民購買原材料及打造各種物品售賣到各商店以賺取利潤。
遊戲中可探索的三大區域為波士頓、紐約和「邊境」（Frontier），其環境會因應遊戲新增之氣候轉變系統而出現變化，包括夏季與冬季、雪、雨和霧。於邊境中主角也可以進行狩獵，所得獸肉與毛皮能出售換取金錢。
自《刺客教條：兄弟會》及《刺客教條：啟示錄》引進之見習刺客招攬及管理系統被作出調整，透過完成遊戲內之「解放」任務（Liberations）而招攬最多六位刺客，各人也有其獨特技能。本作也首次引進海戰：主角可利用其雙桅橫帆船「天鷹號」（愛奎拉；Aquila）進行主線及支線私掠任務，並以金錢強化武裝、機動性與防禦力。海戰環境受風向、風速、海浪和區內地勢影響。
本作保留了連殺、100%記憶同步要求以及線上多人模式。

## 梗概

### 背景設定
本作劇情設定在1753年至1783年間，場景主要發生在紐約、波士頓和郊區。主角是一位叫康納的英美混血兒，父親是英國人，母親是美國原住民。玩家將體驗康納的父親，到了第四章就會體驗康納的生活，當時他由莫霍克族（原住紐約州的印第安人）撫養長大。在英國殖民者進攻並燒毀了康納的村莊後，他最終走上一條對抗暴政（和聖殿騎士）的道路。本作的故事仍然以刺客組織與聖殿騎士的鬥爭為主線。

### 登場人物

#### 刺客
- 挪亞·瓦特斯（Noah Watts） 飾 拉頓哈給頓（Ratohnhaké ton）或自稱康納(Connor)
- 羅賽·亞隆·布朗（Roger Aaron Brown） 飾 阿基里斯‧達文波特（Achilles Davenport）
- 卡尼耶蒂依翁·韓恩（Kaniehtí:io Horn） 飾 卡尼耶蒂依翁（Kaniehtí:io）

#### 聖殿騎士
- 安德利恩·候（Adrian Hough） 飾 海爾森·肯威（Haytham Kenway）
- 尼爾·尼皮爾（Nei Napier） 飾 查爾斯‧李（Charles Lee）

#### 現代刺客
- 諾蘭·諾夫（Nolan North） 飾 戴斯蒙‧邁爾斯（Desmond Miles）
- 約翰·德蘭斯（John de Lancie） 飾 威廉‧邁爾斯（William Miles）
- 丹尼·瓦勒斯（Danny Wallace） 飾 尚恩‧海斯汀（Shaun Hastings）
- 伊莉沙·珍·舒尼達（Eliza Jane Schneider） 飾 麗貝卡·克瑞恩（Rebecca Crane）

#### 第一文明
- 瑪加列·伊斯莉（Margaret Easley） 飾 彌涅耳瓦（Minerva）
- 莉迪亞·華魯齊（Nadia Verrucci）飾 朱諾（Juno）

### 劇情
緊接前作《刺客教條：啟示錄》，現代刺客戴斯蒙·邁爾斯（Desmond Miles）與同伴肖恩·海斯汀（Shuan Hastings）、麗貝卡·克琳（Rebacca Crane）及父親威廉·邁爾斯（William Miles）已找到「第一文明」（First Civilization）成員朱比特（Jupiter）所示，位於美國紐約的中央密室。戴斯蒙利用「第一文明」古代遺物「伊甸碎片」（Piece of Eden）進入和重新啟動密室後被激發「血緣效應」（Bleeding Effect）暈倒在地，隨即被送回基因記憶追溯機器「Animus 3.0」，進入其分別活躍於美國革命時期兩名祖先之記憶：英籍聖殿騎士祖先海爾森·肯威（Haytham Kenway），以及擁有英國及莫霍克人血統之刺客祖先拉頓哈給頓（Ratohnhaké:ton）。
1754年，海爾森於倫敦皇家歌劇院刺殺了一名刺客並奪去其身上的紋章，經聖殿騎士團研究後認為該紋章是開啟「第一文明」位於美洲某密室之鑰匙，遂派遣海爾森前往波士頓與查爾斯·李（Charles Lee）等人共同尋找密室，過程中海爾森殺了一名奴隸販子並救出多名美洲原住民，包括一名為卡尼耶蒂依翁（Kaniehtio）的莫霍克族女性。卡尼耶蒂依翁在海爾森刺殺把她族人趕出土地的英軍領導者後把他帶至刻有與紋章上相同圖紋的洞穴（戴斯蒙眾人現今所在地），但海爾森發現紋章並非開啟密室入口的鑰匙，二人其後發生關係。海爾森回到波士頓向眾人報告後開始策劃建立美洲殖民地的聖殿騎士分部，並正式邀請查爾斯加入聖殿騎士團。
海爾森與卡尼耶蒂依翁之子拉頓哈給頓不久後出生並逐漸成長。1760年，四歲之拉頓哈給頓與同伴在林中玩耍時被查爾斯逼問其村落位置，拉頓哈給頓拒絕回答後回家但發現村落被縱火，其母也被困火場喪生。九年後村落被重建，拉頓哈給頓按族母指示接觸其部族保管的「伊甸碎片」，「第一文明」成員朱諾（Juno）告知拉頓哈給頓其村落及族人將被毀滅，並著他尋找一個符號（刺客組織徽章），族母獲悉後指示他尋找刺客宗師阿基里斯‧達文波特（Achilles Davenport）。阿基里斯在拉頓哈給頓的堅持下妥協願意提供訓練，並給予他康納（Connor）之別名以隱藏其原住民身分。
自1773年開始，康納刺殺各美洲聖殿騎士及阻止大陸軍總司令喬治·華盛頓（George Washington）遇刺，其後在協助奪回愛國者被搶奪物資時遇上了父親海爾森。雖然康納認為刺客組織與聖殿騎士團目標一致有望合作，但海爾森堅持以查爾斯取代華盛頓領導美國。二人完成任務後與華盛頓會面，海爾森乘機向康納透露一信件，表示華盛頓因部分原住民暗中協助英軍而下令消滅包括康納族人在內的原住民，康納獲悉後憤然離開二人回村並趕及刺殺傳達滅族命令的士兵，其後發現村落雖然無恙但已有數名村民被查爾斯煽動前往襲擊愛國者，康納趕在雙方發生衝突前擊昏所有村民，但其兒時好友嘎納多貢（Kanen'tó:kon）被查爾斯迷惑而認為康納站在華盛頓一方與族人為敵，迫使康納於搏鬥中把他殺死。
1781年，查爾斯被華盛頓貶黜並藏身紐約喬治堡，康納在艦艇炮擊喬治堡作掩護下潛進堡壘但被波及負傷並遇上了海爾森；查爾斯已攜同紋章逃走。康納隨即與海爾森戰鬥並在將被勒斃之際把父親刺死，其後在一輪從波士頓碼頭至蒙茅斯縣的追逐後終在一所酒館內刺殺查爾斯及奪回紋章。六個月後康納回到村落發現所有族人均已遷離，只有「伊甸碎片」被留下，康納在觸及碎片後按朱諾所言把紋章藏起：埋在阿基里斯已故兒子康納·達文波特（Connor Davenport）之墓中。
戴斯蒙等人掘出紋章後終能進入密室最深處，朱諾也現身指示戴斯蒙啟動其所指之臺座以拯救地球免被耀斑摧毀，但此時「第一文明」成員彌涅耳瓦（Minerva）現身警告觸及臺座不但會奪去戴斯蒙性命，且會釋放朱諾讓她征服世界：當年「第一文明」與人類發生戰爭時朱諾因企圖把本用於拯救世界的機械滿足一己私心而被囚禁。朱諾解釋如果耀斑摧毀地球，戴斯蒙及少數倖存者會在殘存之世界中成為宗教象徵，但其理念將被錯誤詮釋而導致人類重回愚昧。戴斯蒙最終選擇朱諾所示之世界，並在啟動臺座後死去，地球逃過被毀滅的命運同時朱諾也被釋放，向倒地的戴斯蒙道謝後表示將會「扮演自己的角色」。
1783年美國獨立戰爭結束，康納發現其村落所屬土地被出售作為戰爭賠償；英軍其後完全撤離美國，但康納在民眾為其國家取得獨立和自由歡呼之際看見碼頭一方有販子正在出售奴隸。
現代刺客及現代聖殿騎士團事跡在後繼作品《刺客教條IV：黑旗》續有敍述。

### 追加下載內容
- 《暴君华盛顿》（The Tyranny of King Washington）

與本傳不同的平行世界，敘述主角拉頓哈給頓沒有加入刺客組織，也沒有成為康納，只是成為一個莫霍克戰士，但不知為何仍保有著身為刺客的記憶。而華盛頓在機緣巧合下獲得伊甸蘋果的力量後腐化成為了一名獨裁者，他自立為王，開始以暴政統治美洲，為了守護族人與反抗暴政，拉頓哈給頓接過了由母親保管、父親的遺物——袖劍，為了阻止華盛頓的暴行決定挺身而戰。

## 開發

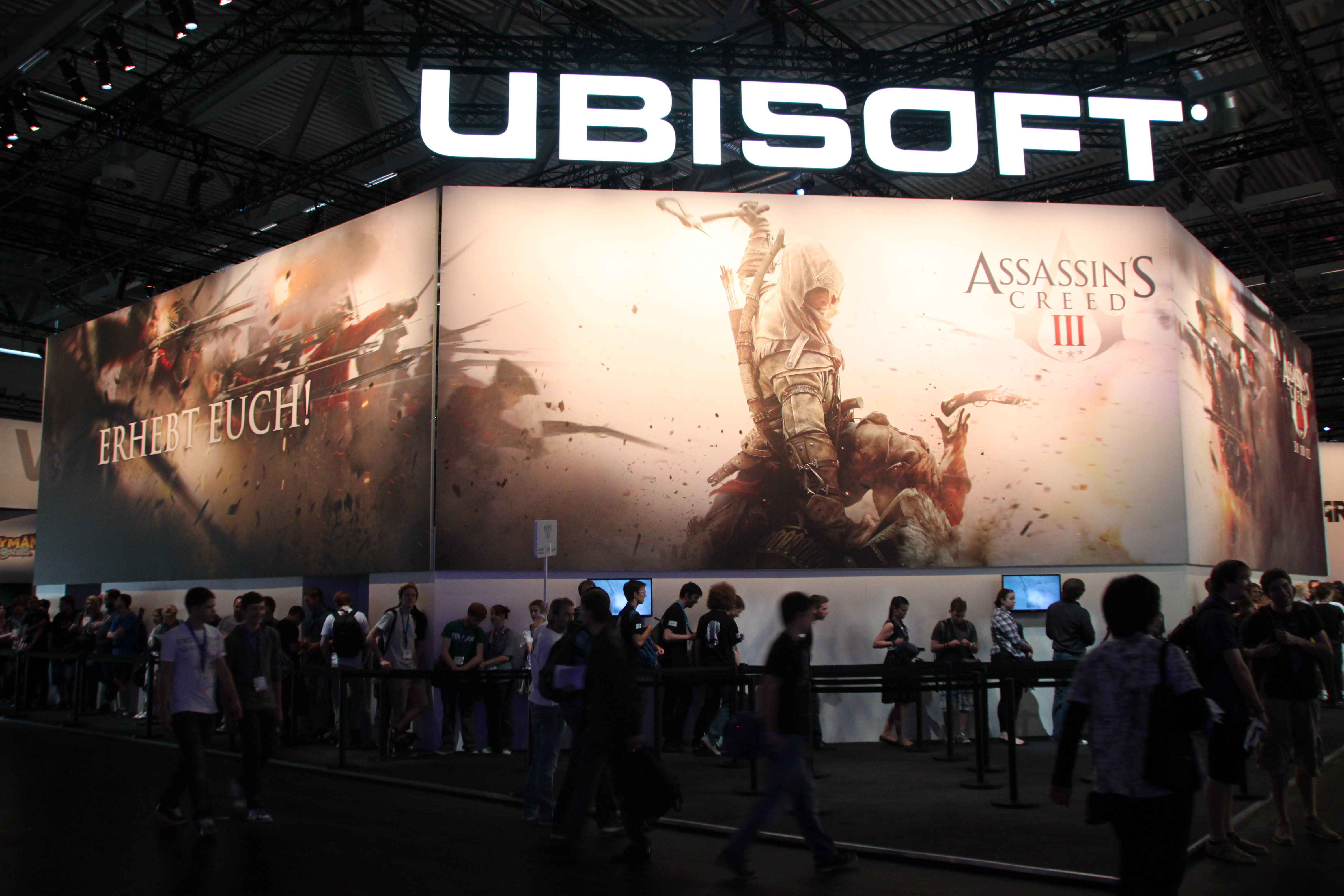
2012 年德国科隆游戏展上的《刺客信条 III》展位。

遊戲開發於2010年1月展開，由育碧軟件一隊資深開發團隊以兩年半時間製作，是自《刺客教條》以來開發周期最長的作品。部分遊戲團體在育碧軟件於2010年首次公開《刺客教條：兄弟會》時誤以為它是《刺客教條III》，開發人員作出澄清並表示第三部主要作品不會以現有角色作為主角，系列內每部名稱含有數字的作品皆有新主角與新背景設定。刺客教條系列前創意總監派崔斯·德斯里斯（Patrice Désilets）表示系列一直以來均以三部曲開發，《刺客教條III》將以刺客阻止2012年世界末日和尋找第一文明密室與伊甸碎片作為核心，現代刺客主角戴斯蒙將透過搜索祖先記憶獲得密室位置的線索。
《刺客教條：啟示錄》創意總監阿歷山杜·阿曼西奧（Alexandre Amacio）於2011年10月宣佈系列新作將於2012年12月前推出，但他不會監督遊戲開發，也表示新作品的時代結束後將不會有包含未來色彩的遊戲。
育碧軟件行政總裁伊域斯·吉利莫特（Yves Guillemot）於2011年11月8日確認新的刺客教條主作會於2012年推出，但拒絕透露更多詳情，同時指出每年推出刺客教條遊戲的目的是滿足需求並否認此舉將導致系列質素下降，而且該年度的作品將是系列一直以來的最大一作。肓碧軟件於2012年2月正式證實《刺客教條III》存在，北美首發日期為2012年10月30日。吉利莫特形容遊戲為刺客教條系列及互動娛樂的真正次世代作品，團隊開發了三年因此也使遊戲進步了不少，更指遊戲所獲投資高於系列過往任何一作。
育碧軟件內部消息被指於2012年1月透露了遊戲時代定於美國革命時期，同年2月29日一幅未公開宣傳圖像和它即將被公開的消息被傳送至Kotaku，使外部一致認為遊戲將定於美國革命時期的北美洲或是一個寒冷下雪的時期。育碧軟件於約莫同一時期在其官方Facebook帳戶提及一項刺客教條重要消息即將公佈，帳戶的封面圖片亦有雪景，Game Informer也透過其官方網頁公開新刺客主角與美國革命領袖一起的圖片。
育碧軟件於2012年11月14日表示遊戲的個人電腦版本的bug數量將比PlayStation 3及Xbox 360版本少，以及會為遊戲所有版本發行補丁。11月16日，育碧軟件列出補丁的內容，針對多達一百項已確定的單人任務和線上多人模式bug，包括環境不穩定、非玩家角色技術故障、主機系統癱瘓及角色聲唇不吻合等。
2017年9月12日，育碧宣布为《刺客信条3》加入了简体中文的语言选项。

## 行銷
2012年3月30日，育碧軟件表示遊戲自接受預訂起至三個星期後，預訂數量已超越《刺客教條：兄弟會》的全美國預購量及超越《刺客教條：啟示錄》預購量的十倍。2012年10月25日，育碧軟件宣佈遊戲預訂數量創下紀錄。
遊戲在英國發行首星期時排行第一，是育碧軟件有史以來發行表現最理想的遊戲，於英國2012年間發行表現排行第三（落後於《使命召喚：黑色行動II》和《FIFA 13》）；於北美2012年銷情排行第四。遊戲首星期銷售數量是《刺客教條II》的兩倍也比《啟示錄》多售約117,000份，育碧軟件的數量顯示遊戲於發售首星期售出超過三百五十萬份。2012年12月12日，育碧宣佈遊戲於全球售出七百萬份，於2013年2月7日時已於全球售出一千二百萬份，是《啟示錄》生命週期同一時段大約1.7倍

## 評價
| 汇总媒体     | 得分                                             |
| ------------ | ------------------------------------------------ |
| GameRankings | PS3：85.56% X360：84.92% WIIU：83.00% PC：80.75% |
| Metacritic   | PS3：85/100 WIIU：85/100 X360：84/100 PC：80/100 |

| 媒体                    | 得分   |
| ----------------------- | ------ |
| Edge                    | 8/10   |
| Eurogamer               | 9/10   |
| G4                      | 5/5    |
| Game Informer           | 9.5/10 |
| GamesRadar+             | [ 49 ] |
| GameSpot                | 8.5/10 |
| GameTrailers            | 9.2/10 |
| IGN                     | 8.5/10 |
| 英国PlayStation官方杂志 | 7/10   |
| 官方Xbox杂志            | 8.5/10 |
| Joystiq                 | [ 55 ] |

遊戲評價普遍正面。GameRankings與Metacritic為遊戲PlayStation 3版本分別給予85.56分和85分、Xbox 360版本分別給予84.92分和84分、Wii U版本分別給予83分和85分、個人電腦版本則分別給予80.75分和80分。
IGN給予遊戲8.5/10分，表示玩家無法不尊重遊戲做到的一切，沒有任何其他開放式遊戲曾給予玩家一個如此令人印象深刻的歷史背景設定，但也表示遊戲內部分元素未能合理地結合，任務中不必要的預設有時奪去了遊戲自由；GameSpot同樣為遊戲給予8.5/10分，表示遊戲賭上了其開放性、劇情和角色，以好玩和合理的方式擴充了刺客教條系列的遊玩方式，不少野心大的遊戲均未能一矢中的，但這款規模大和有豐富敍事性的續集容易令人投入時間。
Game Informer給予遊戲9.5/10分，表示遊戲兌現了刺客教條系列一直以來給予玩家的一切而且作出了增加，大部分玩家或將以首六個小時為遊戲的規劃和野心感到驚嘆；G4認為遊戲並不完美，但劇情、線上多人模式以及可進行的活動非常多，其他平均只提供約10小時的遊戲應感到羞恥；官方Xbox雜誌給予遊戲8.5/10分，表示修繕了的遊玩方式和極豐富的歷史背景令人著迷，以一系列的隱悔但真實的方式改善了刺客教條系列的慣性，遊戲對敍事的認真投入不但少見而且令人印象深刻，但批評節奏問題有可能把劇情變得單調乏味。
PC Gamer給予遊戲72分，表示遊戲劇情富娛樂性和海軍任務出色但任務設計失敗，達文波特家園貶低了劇情和遊戲主題，狹窄的選擇性目標懲罰了喜愛自由思考的玩家，使遊戲鼓吹背誦佈局而非創意思考。

## 外部連結
- 官方網站（英文）
- 繁中官方網站 （页面存档备份，存于）（繁體中文）
- 刺客信条III的新浪微博